# Monument funéraire de Jacques-Auguste de Thou
Le monument funéraire de Jacques-Auguste de Thou est un groupe sculpté en marbre et en bronze réalisé par François Anguier entre 1644 et 1645 pour le tombeau de Jacques-Auguste de Thou. Le monument est actuellement conservé au musée du Louvre.

## Contexte de la création
Ce monument est le premier de l'artiste à son retour en France. L'histoire du monument témoigne d'un climat politique assez compliqué. De Thou était président à mortier, magistrat, grand maître de la bibliothèque du roi et historien. Il a écrit une histoire de son temps en latin, évoquant les guerres de religion, en tentant d'adopter un point de vue objectif, ce qui n'a pas plu à Marie de Médicis. Il meurt ainsi dans l'opprobre. Son fils François sera même décapité car impliqué dans une conjuration contre Richelieu. 
C'est donc le fils cadet qui commande ce monument pour redorer le blason de sa famille. Le monument est ainsi commandé des années après la mort du défunt. Il fut réalisé pour la Chapelle des Thou.

## Description
Le monument présente une composition sur deux niveaux. Au premier niveau se trouve un soubassement sur lequel repose un sarcophage. Assis sur le sarcophage, deux atlantes encadrant un cartouche, aujourd'hui martelé. Au centre, une femme ailée qui grave le titre de l'ouvrage de Thou sur un médaillon. Il s'agit d'une Victoire reprenant les traits de l'allégorie de la Renommée (selon Cesare Ripa, avec la trompette et la couronne de laurier). Il s'agit donc là d'un rappel de la vocation d'historien de Thou. Les enfants à côté tiennent divers objets, des éléments évoquant la Justice. Et au-dessus, une autruche, autre symbole de justice car on pensait alors que toutes ses plumes étaient de longueur égale. À gauche, d'autres enfants qui jouent avec des ouvrages évoquant la fonction de gardien de bibliothèque de Thou.
Stylistiquement, le drapé et le physique de la Victoire sont très inspirés par l'Antiquité. De même que les putti, dans une certaine évocation de Duquesnoy.
Au niveau supérieur, trois priant. Il s'agit de ceux de Jacques-Auguste, sa première femme Marie de Barbançon et de Gasparde de la Châtre. Tous sont représentés dans la même posture du priant, la tête tournée vers l'autel. Il est à noter que les trois figures ne sont pas du même artiste. La statue de Marie de Barbançon date entre 1600 et 1610, et présente donc un canon assez rigide. Elle est très raide, les mains jointes, collées, le visage est figé. Il s'agit d'une représentation classique de la première moitié du XVIIe siècle alors que les deux autres priants montrent les nouveautés apportées par Anguier. En effet, Gasparde de la Châtre est montrée dans un geste d'offrande de soi, geste courant au XVIIe siècle. Anguier joue sur l'idéalisation à l'Antique. Le drapé est plus ample, plus épais, moins prévisible. À noter qu'un portrait de Gasparde de la Châtre se trouve à Chantilly et qu'il fut probablement utilisé par Anguier pour cette réalisation posthume. 
Nous sommes donc ici face à une œuvre illustrant une cohabitation de deux styles. 